# Ганнон (отец Гамилькара I)
Ганнон — знатный карфагенянин.
Имя Ганнона, принадлежавшего к аристократическому пунийскому роду Магонидов, упоминает Геродот в своей «Истории». По свидетельству «отца истории», Ганнон был отцом Гамилькара I, возглавлявшего карфагенскую армию во время произошедшей в 480 году до н. э. при Гимере битвы с греками. Этой версии склонны придерживаться французские исследователи Ж. Пикар и К. Пикар. По их предположению, Ганнон был, вероятно, младшим сыном основателя династии Магона I. При этом он, видимо, «никогда не был царём». Однако в исторической науке более распространена позиция, основанная на изложении Юстина, что сыном Магона I был сам Гамилькар I. На это указывают, в частности, российские антиковеды Ю. Б. Циркин и И. Ш. Шифман.